# Itapotihyla langsdorffii
Itapotihyla langsdorffii – gatunek płaza bezogonowego z rodziny rzekotkowatych (Hylidae).

## Taksonomia
Gatunek umieszczano w przeszłości zazwyczaj w rodzaju Hyla, jednakże w 2005 zdecydowano się umieścić go w monotypowym rodzaju Itapotihyla.

## Morfologia
Występuje dymorfizm płciowy: samiec mierzy od pyska do kloaki średnio 81 mm, podczas gdy samica – 103 mm.

## Występowanie
Ten południowoamerykański płaz zasiedla:
- wschodnie wybrzeże kontynentu należące do Brazylii od stanu Sergipe (dokładniej okolic Aracaju) na południe do skrajnie północno-wschodniej części stanu Rio Grande do Sul[2]
- północno-wschodnią Argentynę (prowincje Corrientes i Misiones) i przygraniczne tereny Brazylii[2]
- środkową i południową część byłej sekcji Oriental w Paragwaju[2]

Zwierzę zasiedla tereny położone nie wyżej niż 700 metrów nad poziomem morza. Zamieszkuje lasy deszczowe, bytując na drzewach i krzewach. Nie spotyka się go w środowisku zmodyfikowanym działalnością ludzką.

## Pożywienie
Itapotihyla langsdorffii żywi się dużymi organizmami, wśród których dominującą rolę odgrywają prostoskrzydłe. Nie gardzi też jednak drobnymi bezogonowymi.

## Rozmnażanie

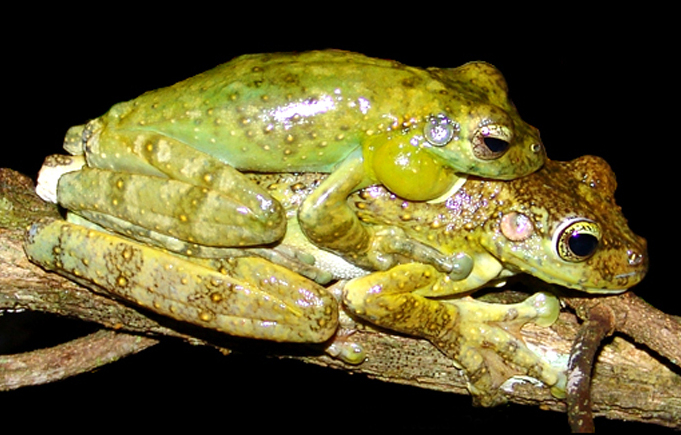
Para w trakcie ampleksusu

Rozród odbywa się eksplozywnie w leśnych zbiornikach wodnych, zarówno tymczasowych, jak i stałych. Lęg liczy sobie ponad 6000 jaj.

## Status
W Czerwonej księdze gatunków zagrożonych IUCN płaz ten od 2004 roku klasyfikowany jest jako gatunek najmniejszej troski (LC, ang. Least Concern).
W Brazylii zwierzę występuje obficie w dogodnym dla niego środowisku, a trend jego liczebności oceniany jest jako stabilny. Z kolei w Paragwaju liczebność najprawdopodobniej spada ze względu na utratę siedlisk. Globalny trend liczebności populacji nie jest znany.
Wśród zagrożeń dla tego gatunku wymienia się zniszczenie środowiska naturalnego, zwłaszcza zaś wylesianie, wypas zwierząt i budowę tam.
Zasięg występowania płaza obejmuje kilka obszarów chronionych.